# Панайот Волово
Панайот Волово е село в Североизточна България, на 10 км от гр. Шумен. То се намира в община Шумен, област Шумен.

## Наименование
Старото име на селото е Кадъкьой. От 1934 г. с МЗ 2820/14.08.1934 е преименувано на Волов. От 1965 г. името е уточнено без административен акт на Панайот Волово. На място наричат селото Панайот Волов.

## История
При археологически разкопки в района на селото се откриват следи от живот от време на римското владичество. Намерени са останки от римски бани с водопроводни тръби, римски монети и тухли с римски печати.
Според Васил Маринов с. Панайот Волово е старо българско село, голямо и богато. Смята се, че името, което носи преди Освобождението – Кадъкьой – означава „съдийско село“. Турските съдии от Шумен имат в селото имоти. В селото има и четири големи чифлика, собственост на Хаджи Исмаил бей, Мюфитеви, Исуфаа и Караманъ. По-късно имоти купуват богати шуменци. Иван Хаджисимеонов купува 3700 дк. земя.
С дарения и с доброволния труд на населението през 1893 г. е построено началното училище, разширено през 1941 г., както и НЧ „Земеделец“ през 1903 г.

## Население
Численост на населението според преброяванията през годините:
| \| Година на преброяване \| Численост \| \| --------------------- \| --------- \| \| 1934 \| 666 \| \| 1946 \| 746 \| \| 1956 \| 704 \| \| 1965 \| 653 \| \| 1975 \| 570 \| \| 1985 \| 458 \| \| 1992 \| 392 \| \| 2001 \| 324 \| \| 2011 \| 282 \| \| 2021 \| 287 \| |           |
| Година на преброяване | Численост |
| 1934 | 666       |
| 1946 | 746       |
| 1956 | 704       |
| 1965 | 653       |
| 1975 | 570       |
| 1985 | 458       |
| 1992 | 392       |
| 2001 | 324       |
| 2011 | 282       |
| 2021 | 287       |

Численост и дял на етническите групи според преброяването на населението през 2011 г.:
|                     | Численост | Дял (в %) |
| Общо                | 282       | 100,00    |
| Българи             | 269       | 95,39     |
| Турци               | 9         | 3,19      |
| Цигани              | 0         | 0,00      |
| Други               | 0         | 0,00      |
| Не се самоопределят | 0         | 0,00      |
| Неотговорили        | 4         | 1,41      |

## Икономика
Развити отрасли, производства – животновъдство, земеделие, пчеларство, гъбарство. Производители: ЗК „Панайот Волов“, фирма „Агросъвет“; птицекомбинат „Камчия“ АД – яйца и птиче месо за страната и чужбина.